# Pavlechentsi
Pavlechentsi (en macédonien Павлешенци) est un village du centre de la Macédoine du Nord, situé dans la municipalité de Sveti Nikolé. Le village comptait 77 habitants en 2002.

## Démographie
Lors du recensement de 2002, le village comptait :
- Macédoniens : 76
- Serbes : 1